# Úrdomb
Úrdomb (korábban Falkócz, szlovénül: Fokovci, vendül Foukovci vagy Falkovci) falu Szlovéniában, Muravidéken, Pomurska régióban.  Közigazgatásilag Alsómaráchoz tartozik.

## Fekvése
Muraszombattól 13 km-re északkeletre a Mártonhelyet Pártosfalvával összekötő út mellett a Kebele-patak partján fekszik.

## Története
A település első írásos említése 1340-ben "Felseulak", illetve "Fakouch" néven történt.
1365-ben Széchy Péter fia Miklós dalmát-horvát bán és testvére Domonkos erdélyi püspök kapták királyi adományul illetve cserében a Borsod vármegyei Éleskőért, Miskolcért és tartozékaikért Felsőlendvát és tartozékait, mint a magban szakadt Omodéfi János birtokát. A település a későbbi századokon át is birtokában maradt a családnak. Az 1366-os beiktatás alkalmával részletesebben kerületenként is felsorolják az ide tartozó birtokokat, melyek között a falu "Fakouch in districtu seu valle Lak Sancti Nicolai" alakban szerepel.  A felsőlendvai uradalom szentmiklósi kerületéhez tartozott. 1482-ben "Falkholch" alakban említik.
A Széchyek fiági kihalása után 1687-ben a Batthyányak és a Szapáryaknak birtoka lett.
Vályi András szerint "FALKÓTZ. Elegyes falu Vas Vármegyében, földes Ura Gróf Szapáry, és Gróf Battyáni Uraságok, lakosai katolikusok, fekszik hegyek között, Mór vize mellett, Kancsocshoz nem meszsze, mellynek filiája. Határja soványos, tulajdonságaira nézve hasonló Bokratshoz, harmadik Osztálybéli."
Fényes Elek szerint "Falkocz, vindus falu, Vas vármegyében, a hegyek közt a muraszombati uradalomban, 99 kath., 26 evang. lak. Ut. posta Radkersburg 2 3/4 óra."
Vas vármegye monográfiája szerint "Urdomb, 103 házzal és 518 magyar és vend lakossal. Vallásuk r. kath. és ág. ev. Postája Mártonhely, távírója Muraszombat."
1910-ben 408, túlnyomórészt szlovén lakosa volt. A trianoni békeszerződésig Vas vármegye Muraszombati járásához tartozott, 1919-ben átmenetileg a de facto Mura Köztársaság része lett. Még ebben az évben a Szerb–Horvát–Szlovén Királysághoz csatolták, ami 1929-től Jugoszlávia nevet vette fel. 1941-ben átmeneti időre ismét Magyarországhoz tartozott, 1945 után visszakerült jugoszláv fennhatóság alá. 1991 óta a független Szlovénia része. 2002-ben 231 lakosa volt.